# Lexi Boling
Alexis Makenzie Boling (Chicago, 27 de agosto de 1993) más conocida como Lexi Boling, es una modelo estadounidense, reconocida por aparecer varias veces en la portada de la revista Vogue en su edición italiana y por sus campañas publicitarias para la marca Prada.

## Carrera
En su juventud, su madre la animó a presentarse a un casting para la agencia Ford Models. Su primera experiencia como modelo fue para Alexander Wang en 2014. Muchas publicaciones especializadas en moda la han nombrado "la chica mala del modelaje". Actualmente tiene un contrato con IMG Models en Nueva York, París, Milán y Londres y con Heartbreak Management en Copenhague. Vive en la ciudad de Nueva York.
Ha aparecido en editoriales de las revistas Vogue, W, LOVE, V, Numéro y Dazed para sus versiones de Italia, Estados Unidos, Francia, Reino Unido, Rusia y Japón. Además, ha participado en pasarelas de las marcas Tom Ford, Yves Saint Laurent, Miu Miu, Valentino, LOEWE, Calvin Klein, Isabel Marant, Chanel, Givenchy, Alexander McQueen, Versace, Donna Karan, Bottega Veneta, Prada, Moschino, Fendi, Anna Sui, Marc Jacobs, Coach, rag+bone, Michael Kors, Tommy Hilfiger, Alexander Wang, Dior, Céline, Thierry Mugler, Balenciaga, Dolce & Gabbana, Max Mara, Jil Sander, Salvatore Ferragamo, Hugo Boss, Diane Von Furstenberg, Proenza Schouler, Roberto Cavalli, Lanvin, Jason Wu, Maison Margiela, Sonia Rykiel, Viktor & Rolf, Gucci, Vera Wang, Vionnet, Giorgio Armani, Hermés, Tory Burch, Chloé, Blumarine y Louis Vuitton.